# Dodona phlegra
Dodona phlegra är en fjärilsart som beskrevs av Hans Fruhstorfer 1914. Dodona phlegra ingår i släktet Dodona och familjen Riodinidae. Inga underarter finns listade i Catalogue of Life.